# Trenhotel

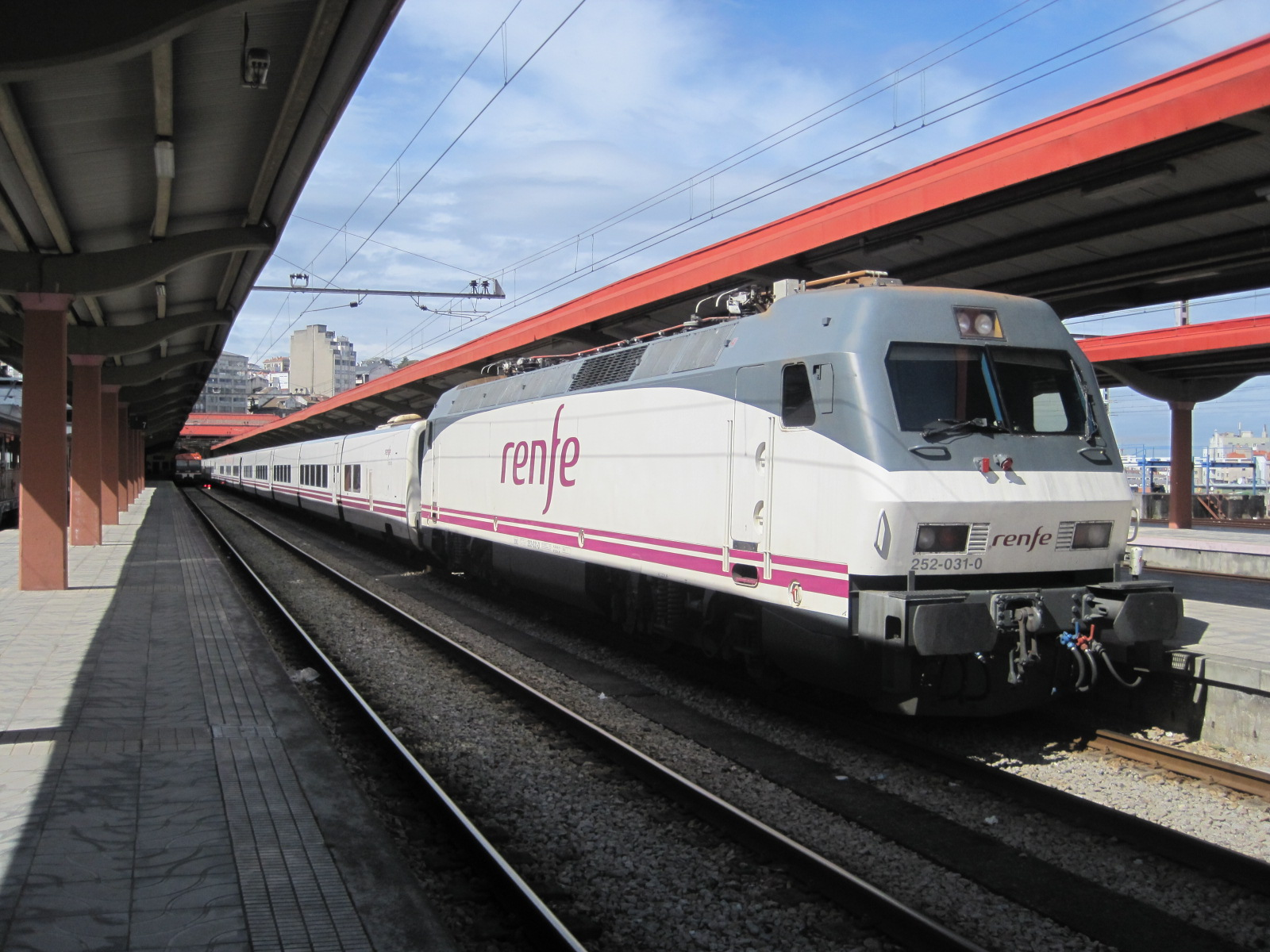
Trenhotel „Galicia“ im Bahnhof von Vigo

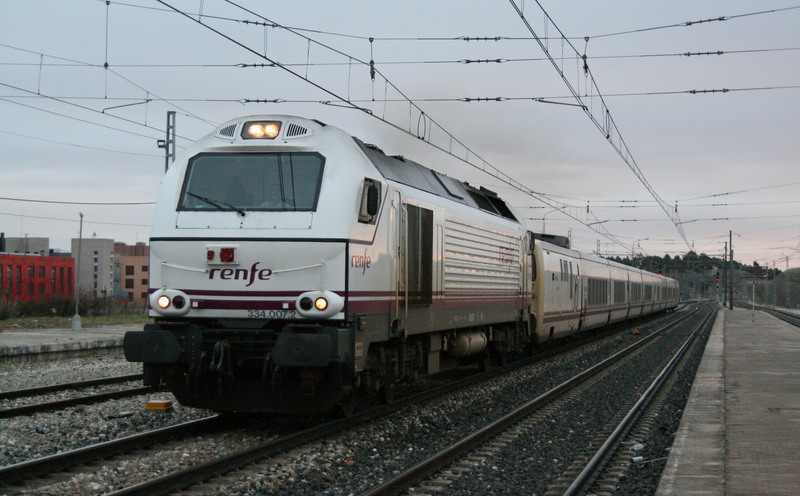
Trenhotel „Lusitania“ auf dem Weg nach Madrid Chamartín

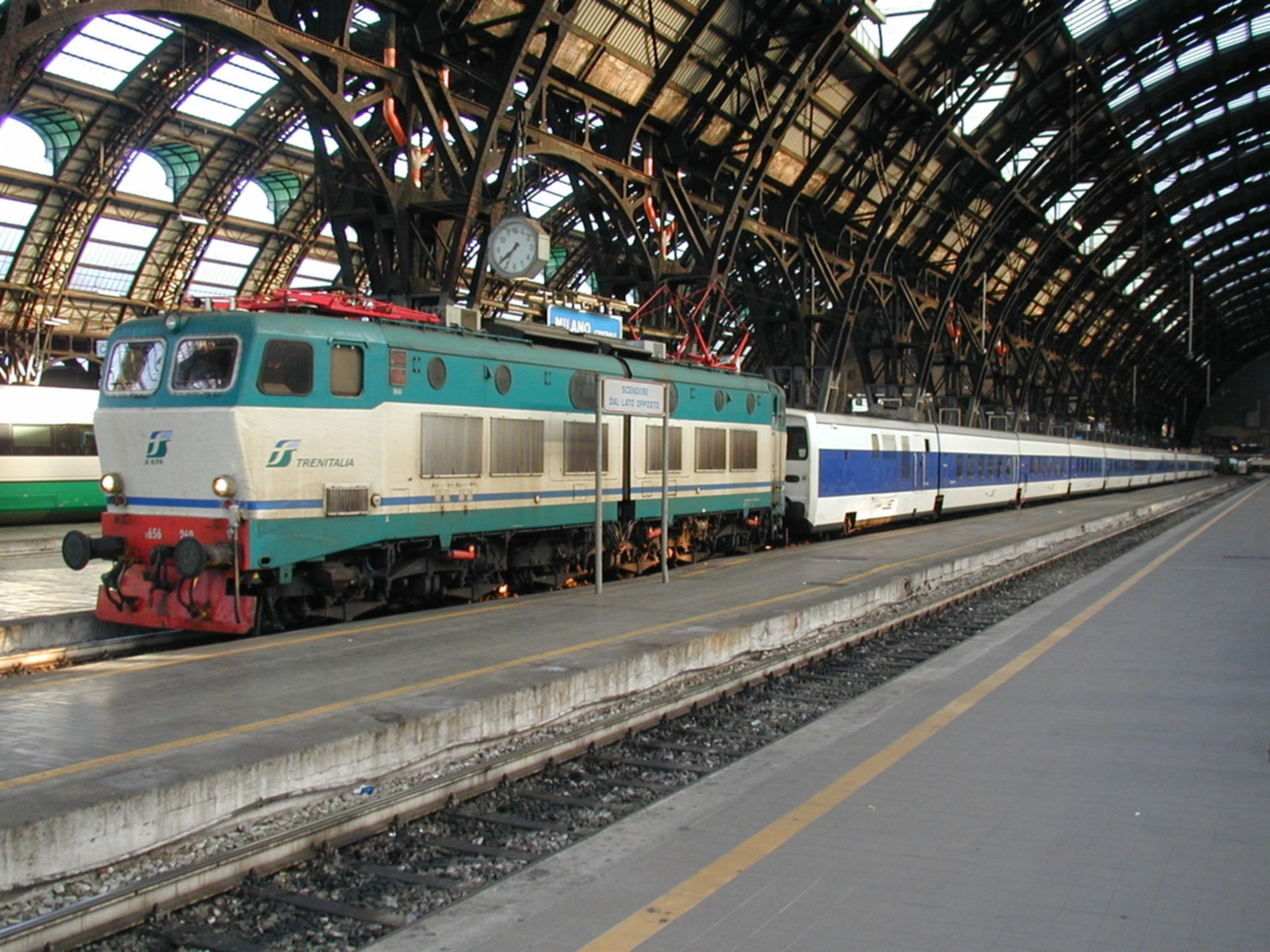
Trenhotel „Salvador Dalí“ im Bahnhof Milano Centrale (2007)

Trenhotel (dt. Hotelzug) ist eine Zuggattung der spanischen Eisenbahngesellschaft Renfe für Nachtreisezüge (ähnlich dem EuroNight) mit Liege- und Schlafwagen des Typs Talgo.
Eine weitere Zuggattung der Renfe für Nachtzüge war Estrella, so wurden Nachtzüge bezeichnet, die mit klassischen Drehgestellreisezugwagen bedient wurden. Die letzte Estrella-Verbindung wurde im April 2015 eingestellt.

## Aufbau
Zu weiteren Details zum Aufbau der Talgo-Züge, siehe Hauptartikel Talgo
Jede Talgo-Zugeinheit besteht aus verschiedenen austauschbaren Komponenten, sodass jeder Nachtzug (theoretisch) anders gebildet sein kann. Die Einheiten bestehen aus Wagen der Talgo-Bauarten IV, V, VI und VII. Die Wagen der Bauart Talgo IV sind nicht umspurbar, sodass Züge mit Wagen dieser Bauart nicht die iberische Halbinsel verlassen und auch nicht das spanische Hochgeschwindigkeitsnetz befahren können. Lediglich Züge mit Wagen der Bauart Talgo VI können ins Nachbarland Frankreich sowie nach Italien und Schweiz verkehren.

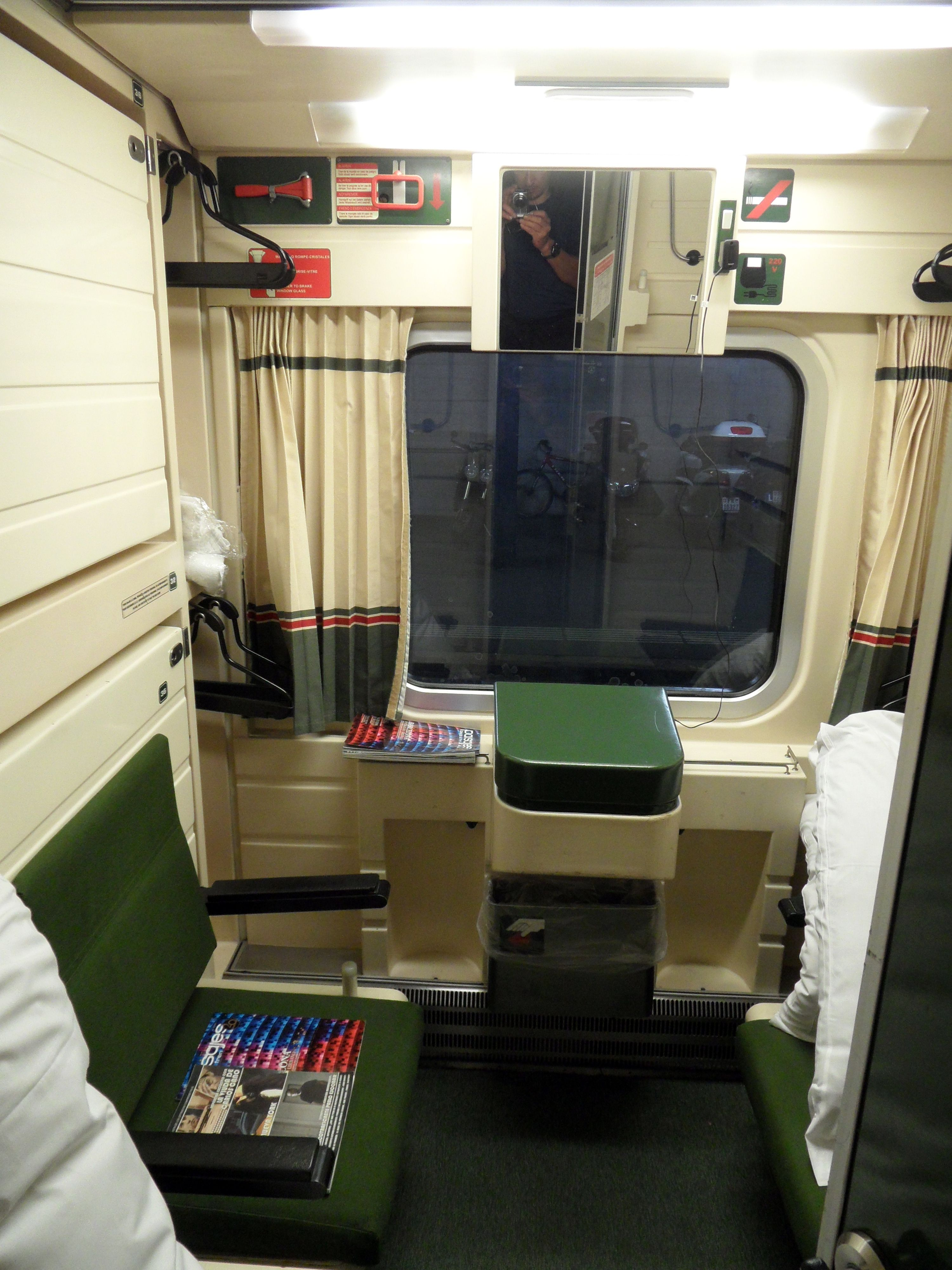
Vierbettabteil in Tagstellung (»cabina turista«)

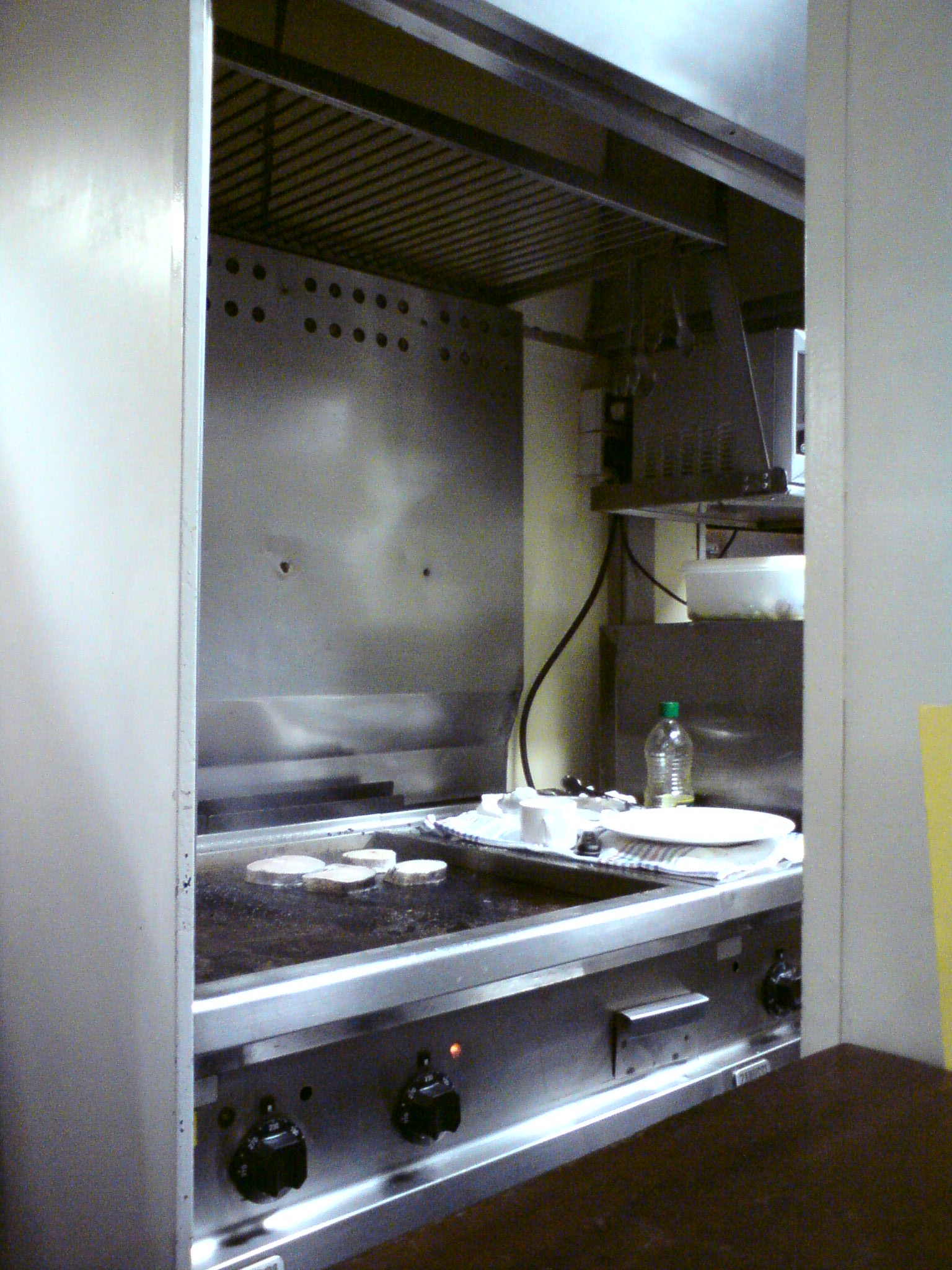
Küche des Trenhotel

Eine typische Trenhotel-Zugkomposition besteht aus folgenden Wagen:
- Asientos turista: Diese Klasse ist der der ersten Klasse der Tageszüge („Preferente“) sehr ähnlich. In einigen Zügen (Talgo VII und internationale Züge) besitzt die Klasse Ruhesessel, die vollständig in die horizontale Position verstellbar sind.
- Cabinas turista: Diese Abteile besitzen ein kleines Waschbecken und vier Betten, die unabhängig voneinander an die Reisenden verkauft werden, wobei jedoch auf eine Geschlechtertrennung Wert gelegt wird. Es ist jedoch möglich, ein Abteil als „Familienabteil“ zu reservieren, sodass in diesem Fall freie Betten nicht an Unbekannte verkauft werden.
- Cabinas preferente: Diese Abteile besitzen eine Toilette sowie zwei Betten, die entweder gemeinsam oder einzeln verkauft werden, wobei in diesem Fall das andere Bett leer bleibt.
- Cabinas gran clase: Diese Abteile besitzen eine Dusche, eine Toilette und zwei Betten, die ebenfalls entweder gemeinsam oder einzeln verkauft werden, wobei in letzterem Fall das andere Bett leer bleibt.

Die Einheiten der Baureihe VII bieten nur Ruhesessel und „cabinas gran clase“. Zusätzlich verfügen die Trenhotelzüge über eine Cafeteria sowie ein Restaurant (außer auf der Strecke Madrid–Ferrol). So gehört zu den höherwertigen Klassen auch ein Abendessen und ein Frühstück.

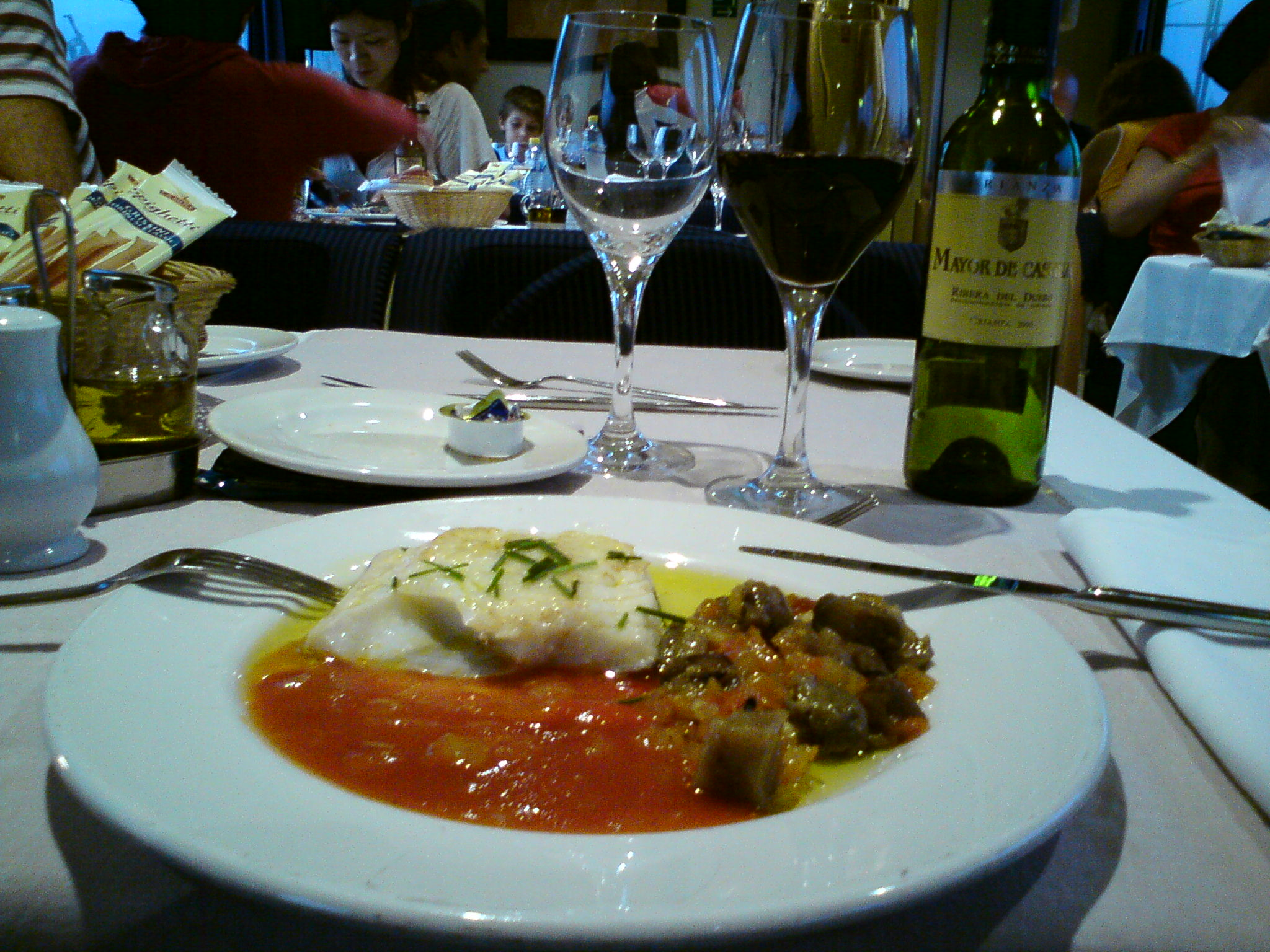
Abendessen (Bacalao-Gericht) im Restaurant-Wagen des Trenhotel

Das Abendessen wurde z. B. in der Küche gekocht und zubereitet und im Speisewagen serviert: Dazu gehörten Tischdecken und Stoffservietten, Porzellanteller und Weingläser, für die Vorspeise ein extra Tellerchen, Wein vom Ribera del Duero, Olivenölkännchen und Salz- & Pfefferstreuer usw.
Die Trenhotel-Züge sind bauartabhängig für Geschwindigkeiten zwischen 180 und 250 km/h zugelassen, aber normalerweise wird die Geschwindigkeit von 200 km/h nicht überschritten. Trenhotel-Züge verkehren lokbespannt. Auf den internationalen Verbindungen findet an den Grenzen ein Lokwechsel statt. Auf den innerspanischen Verbindungen werden auf elektrifizierten Strecken in der Regel Lokomotiven der Baureihe 252 und auf nichtelektrifizierten 334 eingesetzt.

## Strecken
Trenhotel-Züge verkehren innerhalb Spaniens sowie zwischen Spanien und Portugal.
Bis Ende 2012 gab es Trenhotel-Verbindungen nach Italien und in die Schweiz. Die Linien nach Frankreich wurden im Dezember 2013 eingestellt. Diese internationalen Züge wurden von Elipsos betrieben, einem Gemeinschaftsunternehmen der spanischen Renfe und der staatlichen französischen Eisenbahngesellschaft SNCF. Vermarktet wurden die Züge in Spanien als Elipsos Trenhotel, in Frankreich als Elipsos Trainhôtel und international als EuroNight.
Eingestellte Strecken
| Nationale Verbindungen (nicht alle Halte dargestellt)      | |
| Alhambra                                                   | Barcelona – Valencia – Granada |
| Rosalia de Castro                                          | Barcelona – Zaragoza – Orense – Santiago de Compostela – La Coruña |
| Galicia nach La Coruña                                     | Barcelona – Zaragoza – Burgos – León – La Coruña |
| Galicia nach Vigo                                          | Barcelona – Zaragoza – Burgos – León – Orense – Vigo |
| Rías Gallegas nach La Coruña                               | Madrid – Ávila – Orense – Santiago de Compostela – La Coruña |
| Rías Gallegas nach Vigo                                    | Madrid – Ávila – Orense – Vigo – Pontevedra |
| Asturias / Pio Baroja                                      | Barcelona-Sants–Zaragoza-Delicias–Burgos-Rosa de Lima–León–Oviedo–Gijón |
| Atlántico                                                  | Madrid – Ávila – Valladolid – León – Ferrol |
| Internationale Verbindungen (nicht alle Halte dargestellt) | |
| Lusitania                                                  | Madrid – Ávila – Salamanca – Ciudad Rodrigo – Fuentes de Oñoro – Villar-Formoso – Guarda – Pampilhosa – Coimbra – Entroncamento – Lissabon                                       |
| Sud-Express                                                | Hendaye – Irún – San Sebastián – Burgos – Valladolid – Salamanca – Ciudad Rodrigo – Fuentes de Oñoro – Villar-Formoso – Guarda – Pampilhosa – Coimbra – Entroncamento – Lissabon |
| Francisco de Goya                                          | Madrid Chamartín–Valladolid-Campo Grande–Burgos-Rosa de Lima–Poitiers–Orléans–Paris Gare d’Austerlitz                                                                            |
| Pau Casals                                                 | Barcelona-França–Girona–Figueras–Perpignan–Genf–Lausanne–Freiburg–Bern–Zürich HB                                                                                                 |
| Salvador Dalí                                              | Barcelona-França–Girona–Figueras–Torino-Porta Susa–Milano Centrale |
| Joan Miró                                                  | Barcelona-França–Girona–Figueras–Limoges–Orléans–Paris Gare d’Austerlitz |

## Einstellung des Nachtzugverkehrs während der COVID-19-Pandemie
Infolge der COVID-19-Pandemie wurden die Trenhotel-Verbindungen am 17. März 2020 eingestellt. Ende Mai 2020 gab Renfe bekannt, alle Nachtzugverbindungen (Trenhotel) aufgrund mangelnder Rentabilität einzustellen. Nach Gesprächen mit Regionalregierungen gab Renfe am 2. Juni 2020 bekannt, die Verbindungen nach Galicien doch nicht endgültig einzustellen, ebenso die Verbindungen nach Portugal.
Vor dem 17. März 2020 betrieb Renfe zwei nationale Nachtzugverbindungen (Madrid – Coruña – Pontevedra – Ferrol und Barcelona – Coruña – Vigo) und zwei internationale Verbindungen (Madrid – Lissabon und Hendaye/Irun – Lissabon), letztere in Zusammenarbeit mit CP. Stand Ende April 2021 wurde jedoch trotz Bemühungen der betroffenen Regionen keine der oben genannten Verbindungen wieder bedient.

### Verbleib des Materials
Die von Trenhotel verwendeten Talgo-Garnituren der vierten sowie fünften Generation wurden 2021, nach teilweise fast 40-jährigem Einsatz, ausgemustert. Die Wagen des Typs Talgo VII werden seit 2021 umgebaut, um in naher Zukunft als Mittelwagen der Baureihe 107 eingesetzt zu werden. Zwei Kompositionen wurden 2022 für den Einsatz als Cappadocia Express an das türkische Unternehmen Sun Group vermietet.